# Сан-Мігель-де-Абона
Санта Крус де Тенерифе (ісп. Santa Cruz de Tenerife) — адміністративний центр острова Тенерифе, столиця (разом з містом Лас-Пальмас) іспанської автономної спільноти Канарські острови (місце роботи автономного парламенту) та друге за населенням місто архіпелагу. З 1833 по 1927 роки Санта-Крус був єдиною столицею Канарських островів, але в 1927 році була впроваджена існуюча форма управління.

## Історія

### Заснування

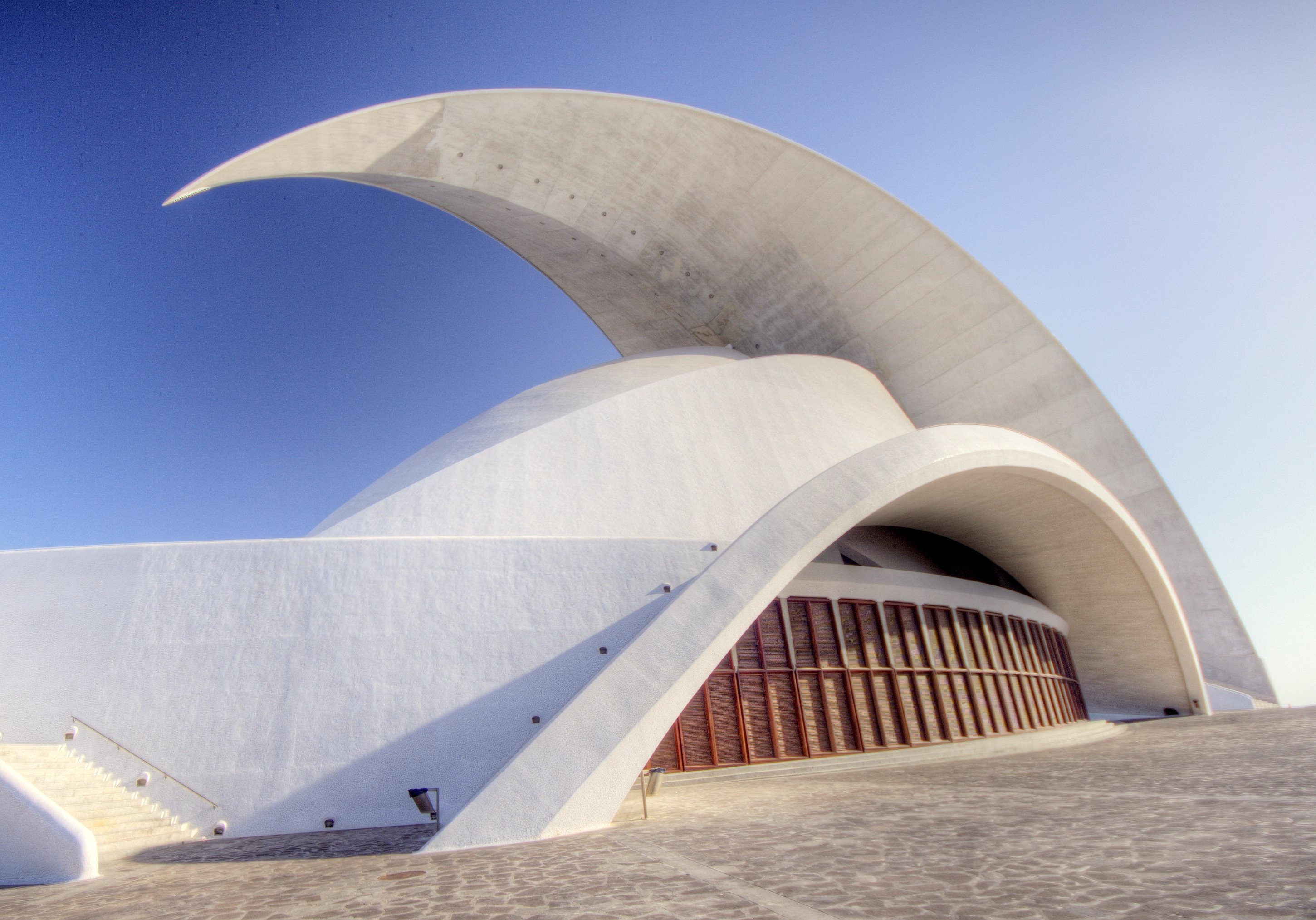
Аудиторіо-де-Тенерифе

Свою назву провінція отримала від срібного Святого Хреста конкістадорів, який Алонсо Фернандес де Луго поставив після висадки на узбережжі Аньясо в 1494 році (зараз цей хрест зберігається в національному музеї Тенерифе — Іглесія де Нуестра Сеньйора де ла Консепсьйон). Протягом XVI століття це колишнє рибальське село стало важливим портом в закритій гавані Ла Лагуна. 
З 1723 року місто стає адміністративним центром Тенерифе, і в 1833-1927 рр. — столицею всього архіпела́гу. На Тенерифе неодноразово нападали англійці, але безуспішно. У 1797 році захопити порт спробував сам адмірал Нельсон, але зазнав поразки. До Санта-Круса столицею острова була Ла-Лагуна.
Після приходу на острів іспанців, розвиток міста (як і всього архіпелагу) пішов по новому руслу. Багато країн були б не проти тримати під своїм контролем торговельні дороги, що проходять через острови. Тому вони (особливо в цій справі досягла успіху Англія) робили немало спроб заволодіти Тенерифе. Іспанцям довелося побудувати на узбережжі безліч фортець для захисту своїх володінь; але ніщо не зупиняло піратів, які надиха́лись англійськими і французькими властями, вони часто нападали на Тенерифе.
Так, в 1657 році англійському адміралові Роберту Блейку вдалося навіть захопити місто, щоправда, зовсім ненадовго, незабаром він був відкинутий артилерією. Ця і ще дві серйозні перемоги, взяті над англійцями, — в 1706 році над Дженнінгом (6 листопада адмірал Дженнінг (англ. john Genings) атакував порт, але був відкинутий), і в 1797 році над Нельсоном, — отримали віддзеркалення в гербі Тенерифе, — на ньому, окрім Хреста Підкорення, змальовані три леопарда, що втілюють ці три перемоги.
Поступово розростаючись від порту і підіймаючись на схили гори, Санта Крус до 1723 року стає адміністративним центром не лише Тенерифе, але і до 1927 року всього архіпелагу.

### Теперішній час
Санта Крус сьогодні — найбільше місто на Тенерифе з населенням понад 200 тис. жителів. Він не дуже приваблює туристів, які приїжджають сюди в основному заради покупок. Виняток — лютий, місяць проведення знаменитих пишних карнавалів.
Негостинні промислові околиці і широкі шосе на в'їзді, забиті в години «пік» автомобілями, створюють не дуже привабливий образ міста у туристів із самого початку. Але, з іншого боку, віддаленість від туристичного життя має і свої переваги. Тому, якщо ви приїхали на Тенерифе на два тижні і більше, можна дозволити собі одноденну екскурсію в Санта Крус, не забувши і про шоппінг. Особливо багато магазинів на площі Канделярії (Plaza Candelaria) і на вулиці Calle del Castillo, яка йде від площі.
Як і в будь-якому, що поважає себе, іспанському місті, в Санта-Крус є площа Іспанії (Pl. de España). Звідси зазвичай починаються екскурсії по місту. Велика будівля-палац на площі — Cabildo Insular — займає уряд Тенерифе.
На ринку «Mercado Nuestra Señora de África», розташованому на вулиці San Sebastián, можна купити фрукти, овочі, квіти і, головним чином, спеції. Критий ринок, який виглядає як просторий внутрішній двір, прикрашений арками, на європейський зовсім не схожий. У цьому і криється його екзотика.
Ресторани міста Санта Крус призначені в першу чергу для його жителів. На смаки туристів звертається мало уваги. Вам запропонують канарську кухню, але це справжня канарська кухня. У барах, коли настає час тапас, можна знайти безліч різноманітних канарських страв, а також страви зі всієї Іспанії.

## Населення
| Рік  | Кількість жителів | Густота населення |
| ---- | ----------------- | ----------------- |
| 1991 | 200 172           | -                 |
| 1996 | 203 787           | -                 |
| 2001 | 188 477           | 1453,28/км²       |
| 2002 | 217 414           | -                 |
| 2003 | 220 022           | 1461,36/км²       |
| 2004 | 219 466           | 1457,33/км²       |
| 2005 | 221 567           | -                 |

## Економіка
Розвинений в першу чергу сектор послуг. Санта-Крус пропагується як «торговельний рай», в центральній частині міста багато популярних серед відвідувачів острова магазинів. Також існує хімічна промисловість (перший в Іспанії нафтопереробний завод, працює з 1930 р.).

## Транспорт
Мережа автобусних маршрутів, пущена в експлуатацію трамвайна лінія до Ла-лагуні. Аеропорт Лос-Родеос (Тенерифе-північній).

## Пам'ятки, традиції

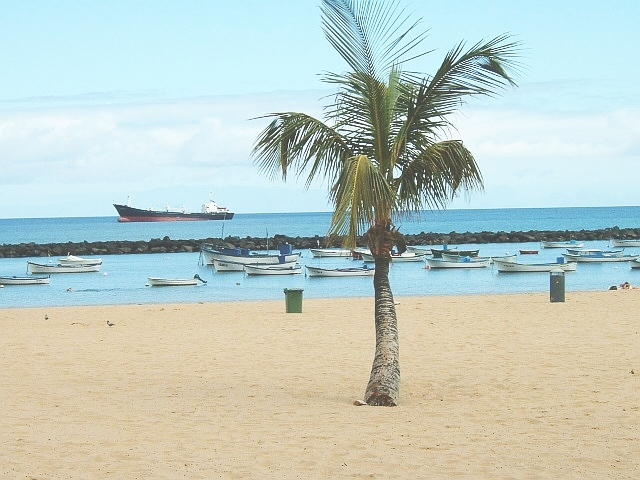
Пляж Терісітас

На відміну від Ла-лагуні, в Санта-Крусі немає великої кількості історичних пам'яток.
Найвідомішими пам'ятками міста є Аудиторіо-де-Тенерифе, Торрес-де-Санта-Крус та площа Іспанії.
Пляж Терісітас — єдиний на всьому Тенерифе пляж з жовтим піском (пісок 1973 року був спеціально привезений з пустелі Сахара, Африка).
Лютий на Тенерифе — час для головного свята на острові — карнавалу, другого за масштабом і барвистостю після знаменитого карнавалу в Ріо. Карнавальні процесії розтягуються по всьому острові, але найяскравіше і захоплююче дійство завжди проходить на вулицях Санта Круса — столиці карнавалу.

## Демографія
Динаміка населення (INE ):

## Галерея зображень

Розташування муніципалітету на острові Тенерифе